# Paradecolya briseferi
Paradecolya briseferi is een rechtvleugelig insect uit de familie sabelsprinkhanen (Tettigoniidae). De wetenschappelijke naam van deze soort is voor het eerst geldig gepubliceerd in 2010 door Hugel.
1. ↑  (en) Paradecolya briseferi op de IUCN Red List of Threatened Species.